# Liste der Arbeitslager in Jiangsu
Umerziehung durch Arbeit ist ein System von Arbeitslagern in der Volksrepublik China.
Diese Liste führt solche Arbeitslager in der Provinz Jiangsu auf.
| Bezeichnung                                 | Unternehmensbezeichnung                    | Stadt/Kreis        | Dorf/Stadt | Gründungsjahr | Bemerkungen |
| ------------------------------------------- | ------------------------------------------ | ------------------ | ---------- | ------------- | --- |
| Umerziehung durch Arbeit Donghai            |                                            | Donghai            |            | 1987          | 1958 als ein Arbeitsreformlager, später dann Laogai-Lager; derzeitiges RTL-Zentrum (?) 1987 eingerichtet                                         |
| Umerziehung durch Arbeit Fangqiang          | Farm Fangqiang                             | Yancheng           | Dafeng     | 1951          | |
| Umerziehung durch Arbeit Judong             |                                            | Jurong             |            | 1979          | 1958 als Abteilung für Arbeitsreform und jugendliche Straftäter gegründet; wurde 1979, nahm 1986 aktuelle Bezeichnung an                         |
| Umerziehung durch Arbeit Nanjing Dalianshan | Zementfabrik Dalianshan                    | Jiangning, Nanjing | Dalianshan | 1958          | |
| Provinz-Umerziehung durch Arbeit der Frauen |                                            | Jurong             |            | 2003          | |
| Umerziehung durch Arbeit Taihu              | Steinbruchfirmen Taihu der Provinz Jiangsu | Wuxi               |            | 1980          | Wurde 1959 als Arbeitsreformabteilung gegründet; wurde 1980 Arbeitslager. Die Provinzregierung entschied 2008, dieses Arbeitslager zu schließen. |
| Umerziehung durch Arbeit Wuxi               |                                            | Wuxi               |            | 2004          | |
| Umerziehung durch Arbeit Yangmeitang        |                                            | Nanjing            |            |               | Hält weibliche und jugendliche Gefangene |

## Quelle
- Laogai Handbook (2007–2008). (PDF; 3,5 MB) The Laogai Research Foundation, 2008, abgerufen am 10. Januar 2011.